# Tony Hibbert
Anthony James „Tony” Hibbert (Liverpool, 1981. február 20. –) angol labdarúgóhátvéd.

## Pályafutása

### Everton
Hibbert az Everton ifiakadémiáján kezdett futballozni, 1998-ban tagja volt annak az U18-as csapatnak, amelyik megnyerte az FA Youth Cup-ot, a fiatalok számára kiírt FA Kupát. 2000-ben kapott profi szerződést, és 2001-ben debütált a felnőttek között, egy West Ham United elleni mérkőzésen. Eleinte középpályás volt, de hamar kiderült, hogy hátvédként jobban teljesít. 2005 júliusában egy új, négy évre szóló szerződést kapott csapatától. A 2004/05-ös szezon után a legjobb angol jobbhátvédnek választották, ennek ellenére egyszer sem került be az angol válogatottba.
A következő idény végét sérvműtéte miatt ki kellett hagynia. A 2006/07-es idényre nem tudott rendesen felkészülni egy fertőzés miatt, az évad során pedig több sérülés hátráltatta. A 2007/08-as kiírásban már újra rendszeres tagja volt az Everton kezdőjének, de csak a következő szezonban kezdte el visszanyerni régi formáját.

## Karrier statisztikái

### Klubcsapatban
| Klub     | Liga           | Szezon   | Bajnokság | Bajnokság | FA Kupa | FA Kupa | Angol Ligakupa | Angol Ligakupa | Európa  | Európa | Összesen | Összesen |
| Klub     | Liga           | Szezon   | Meccsek   | Gólok     | Meccsek | Gólok   | Meccsek        | Gólok          | Meccsek | Gólok  | Meccsek  | Gólok    |
| -------- | -------------- | -------- | --------- | --------- | ------- | ------- | -------------- | -------------- | ------- | ------ | -------- | -------- |
| Everton  | Premier League | 2000–01  | 3         | 0         | 0       | 0       | 0              | 0              | —       | —      | 3        | 0        |
| Everton  | Premier League | 2001–02  | 10        | 0         | 1       | 0       | 1              | 0              | —       | —      | 12       | 0        |
| Everton  | Premier League | 2002–03  | 24        | 0         | 0       | 0       | 1              | 0              | —       | —      | 25       | 0        |
| Everton  | Premier League | 2003–04  | 25        | 0         | 3       | 0       | 3              | 0              | —       | —      | 31       | 0        |
| Everton  | Premier League | 2004–05  | 36        | 0         | 1       | 0       | 3              | 0              | —       | —      | 40       | 0        |
| Everton  | Premier League | 2005–06  | 29        | 0         | 4       | 0       | 1              | 0              | 4       | 0      | 38       | 0        |
| Everton  | Premier League | 2006–07  | 13        | 0         | 0       | 0       | 0              | 0              | —       | —      | 13       | 0        |
| Everton  | Premier League | 2007–08  | 24        | 0         | 1       | 0       | 2              | 0              | 8       | 0      | 35       | 0        |
| Everton  | Premier League | 2008–09  | 17        | 0         | 6       | 0       | 0              | 0              | 1       | 0      | 24       | 0        |
| Everton  | Premier League | 2009–10  | 20        | 0         | 1       | 0       | 2              | 0              | 7       | 0      | 30       | 0        |
| Everton  | Premier League | 2010–11  | 20        | 0         | 1       | 0       | 1              | 0              | —       | —      | 22       | 0        |
| Everton  | Premier League | 2011–12  | 32        | 0         | 2       | 0       | 2              | 0              | —       | —      | 36       | 0        |
| Everton  | Premier League | 2012–13  | 3         | 0         | 0       | 0       | 0              | 0              | —       | —      | 3        | 0        |
| Összesen | Összesen       | Összesen | 256       | 0         | 20      | 0       | 16             | 0              | 20      | 0      | 312      | 0        |

## Külső hivatkozások
- Tony Hibbert pályafutásának statisztikái a Soccerbase oldalon (angolul)

- Tony Hibbert adatlapja az Everton honlapján

## Fordítás
- Ez a szócikk részben vagy egészben  a   Tonny Hibbert című angol Wikipédia-szócikk fordításán alapul.  Az eredeti cikk szerkesztőit annak laptörténete sorolja fel. Ez a jelzés csupán a megfogalmazás eredetét és a szerzői jogokat jelzi, nem szolgál a cikkben szereplő információk forrásmegjelöléseként.